# 공기 매개 질병
공기 매개 질병(airborne disease)는 공기를 통해 전염될 수 있는 병원체에 의해 발생하는 질병을 아울러 부르는 말이다. 의학이나 수의학에서 다루는 많은 질병이 공기 매개 질병으로 분류된다. 바이러스, 세균, 곰팡이 등이 병원체가 될 수 있으며, 호흡, 대화, 기침, 재채기, 먼지, 액체 분사, 화장실 물 내리기, 에어로졸이나 물방울을 만드는 모든 활동을 통해 전파될 수 있다. 휘발성유기화합물(VOCs), 가스, 공기 중 입자 등 대기오염으로 인한 질병은 공기 매개 질병이라 부르지 않는다.
공기 전염은 호흡기 비말에 의한 전염과는 다른 개념이다. 호흡기 비말은 공기 중에 떠다니는 다른 공기 매개성 입자들과는 달리 5μm이상의 커다란 크기를 가지고 있어, 생성된 후 땅으로 빠르게 떨어진다. 또한 호흡기 비말은 주로 물로 이루어져 있는 반면 공기 매개성 입자들은 상대적으로 건조하기 때문에, 병원체의 생존 및 전달 능력이 비교적 낮다. 따라서 공기 매개 질병은 그 수가 제한적이다.

## 개괄
공기 매개 질병은 공기를 통한 전염을 통해 발생하는 질병들을 부르는 말이다. 미생물 등의 병원체는 에어로졸, 먼지 또는 액체 속에 퍼질 수 있다. 에어로졸은 감염된 동물이나 사람의 신체 분비물이나, 다락방, 굴, 쓰레기 등에 축적되는 노폐물 등에서 만들어질 수 있다. 감염된 에어로졸은 충분히 오랫동안 공기중에 머무르며 상당히 먼 거리를 이동할 수 있다. 일례로, 재채기를 통해 버스의 한 쪽 끝에서 다른 한 쪽 끝까지 방울이 날라갈 수 있다.
공기 중의 병원체나 알레르기성 물질을 흡입할 경우 코, 목, 부비동, 폐에 염증을 일으킬 수 있는데, 호흡기 뿐만 아니라 신체의 다른 부위에도 질병을 일으킬 수 있다. 호흡기 상부에 감염이 발생할 경우 축농증, 기침, 인후염이 나타날 수 있다. 대기 오염도 공기 매개 질병을 심화시킬 수 있는데, 천식이 대표적이다. 오염물질은 기도에 염증을 일으킴으로써 폐 기능에 영향을 주기도 한다.
홍역모빌리바이러스, 수두바이러스, 결핵균, 인플루엔자바이러스, 노로바이러스가 공기 매개 감염을 일으킬 수 있으며, 드문 경우지만 코로나바이러스, 아데노바이러스, 호흡기세포융합바이러스 역시 공기 매개 감염을 일으킬 수 있다. 건조한 환경에서 생존할 수 있는 병원체의 종류가 많지 않기 때문에, 공기 매개 질병의 수는 그렇게 많지 않다.
공기 매개 질병은 인간이 아닌 대상에게도 영향을 미칠 수 있다. 대표적으로 뉴캐슬병은 공기를 통해 전 세계의 가금류에 영향을 끼치는 조류 질병이다.

## 전염
온도와 상대습도 등의 환경적 요인은 공중 매개 전염력에 영향을 준다. 대표적인 요소로는 다음이 있다.
- 강수량, 비 오는 날의 수가[8] 총 강수량보다 더 중요하다.[9][10]
- 일조 시간[11]
- 위도와 고도[9]
- 열대성 폭풍, 허리케인, 태풍 또는 몬순[12]

## 예방
공기 중 질병을 예방하기 위한 몇 가지 방법으로는 질병특화면역, 인공호흡기 착용, 환자의 입회 시간 제한 등이 있다.

## 같이 보기
- 매개체
- 수인성 질병
- 인수공통감염병